# PD-50

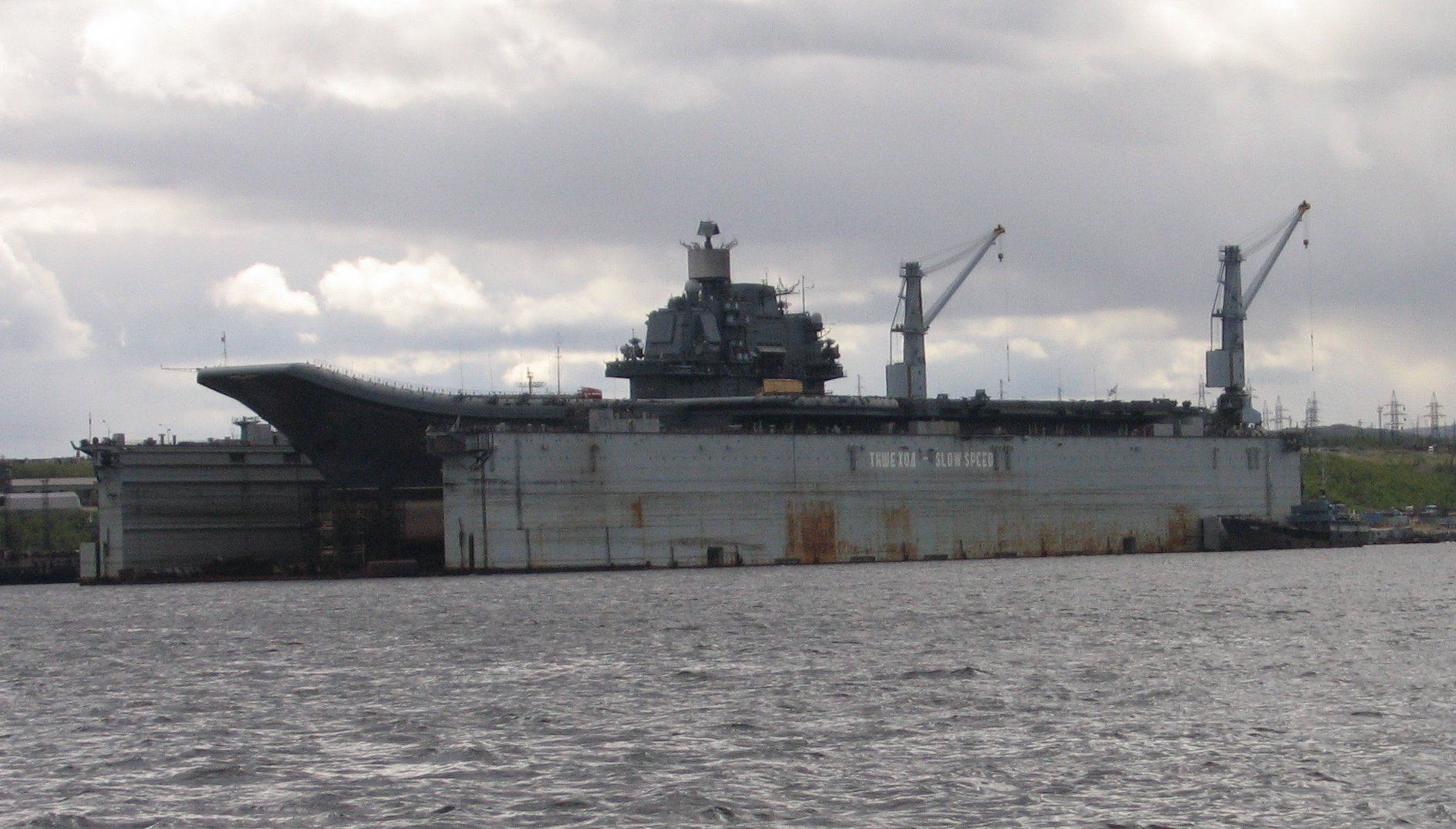
Admiral Kuznetsov i flytdockan PD-50 i Roslyakovo, juni 2006.

PD-50 (ryska: ПД-50) är Rysslands största flytdocka. Den byggdes av Arendalsvarvet i Göteborg 1978–1979 och var, när den stod färdig, världens största flytdocka. PD-50 är 330 meter lång och 79 meter hög. Den ägs av Skeppsvarv Nr. 82 i Roslyakovo i Murmansk. Den 30 oktober 2018 sjönk PD-50 när hangarfartyget Amiral Kuznetsov skulle lämna dockan. Den ligger idag 50 meter under vattenytan.

## Konstruktion
PD-50 är 330 meter lång och 79 meter hög och hade två lyftkranar på vardera 70 ton. Den hade en lyftkraft på 800 000 ton och hade rum för 150–170 sovplatser, biograf, flera dagrum samt läkare- och tandläkarmottagning. Flytdockan skulle även kunna fungera som marinbas till havs.

## Historia

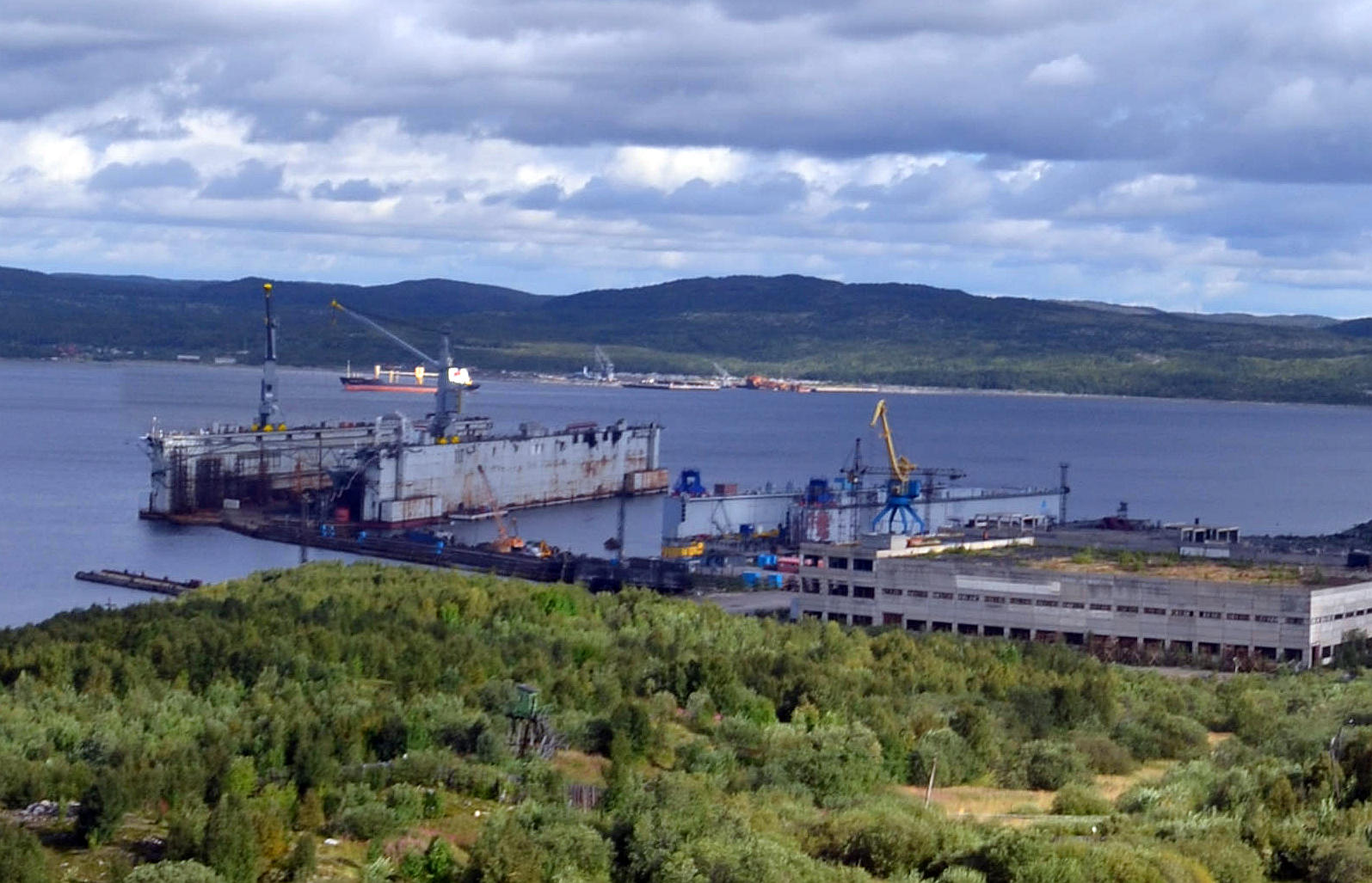
PD-50 fotograferad i juni 2016.

I mars 1978 vann Arendalsvarvet i Göteborg budgivningen och fick kontraktet på att bygga flytdockan åt Sovjetunionen. Dockan byggdes i sju sektioner, fem på Arendalsvarvet och två på Eriksbergsvarvet. Dessa svetsades sedan samman under vattenytan. I augusti 1979 var dockan färdigbyggd och sluttester gjordes i Björköfjorden. Vid det sista testet skadades dockan då det uppstod undertryck i två tankar vilket gjorde att delar av dockans ena sida "sögs in". Under september 1979 reparerades dockan och den 22 september påbörjades avfärden mot Murmansk med hjälp av de holländska bogserbåtarna Smit Rotterdam och Smit London. Ombord på dockan fanns då fem maskinister, en kock och bogserkapten Rob Ouwehand från Arendalsvarvet. Resan gick utmed Norges kust men vid gränsen mellan Norge och Sovjetunionen den 3 oktober blåste det upp till storm och bogservajrarna brast. En helikopter fick rädda manskapet och flytdockan strandade till slut på den sovjetiska sidan. Efter att ha tätat dockan bogserades den till det norska varvet Stord strax söder om Bergen där man tvingades byta 4000 ton stål i botten. Reparationen var inte klar förrän sommaren 1980. I september samma år nådde flytdockan sitt mål i Murmansk. På grund av olyckan kallades PD-50 i Göteborg vid den här tiden både för "den ryska dockan" och "trasdockan" som ett utslag av Göteborgshumorn.

### Olyckor
År 2011 började den ryska atomubåten Ekaterinburg K-84 brinna på PD-50. Branden släcktes bland annat genom att flytdockan sänktes två gånger med ubåten på dockan.
I oktober 2018 sjönk PD-50 när hangarfartyget Admiral Kuznetsov skulle lämna dockan. Elkraften slogs ut och vatten började strömma in i dockan. De två 70 ton tunga kranarna kollapsade och en av dem landade på fartyget och slog upp ett drygt fem meter stort hål på däck. En varvsarbetare dog och fyra skadades.